# 至今未見的明天
「至今未見的明天」（原文：／假名：），是為ASIAN KUNG-FU GENERATION第二張迷你專輯，於2008年6月11日發行。共收錄六曲，製作時間大約與上一張專輯World World World的樂曲同期，但因歌曲意境及世界觀不符World World World專輯的觀點，於是收錄於此。另加上2008年新完成的樂曲(tr.5 融雪)，構成這張迷你專輯。
乃前作「World World World」之後，以３個月的速度推出的作品。
和前作幾乎同時期製作，屬於前作大碟之外沿用既有概念創製而成的歌曲，惟每一首均是完成度很高的作品。
原本「World World World」打算以雙碟形成推出，但因如上述所指每首曲均想以概念化形成製作的關係，故沒有將那些曲目一拼收錄在內。不過，所有樂隊成員均認為該批作品實在出色，故急不及待以最新作品推出。
因此即使是新作，唱片亦內載一張英譯歌詞的附咭。
唱片封套的插畫裏亦描上「akg-ma No.002」（意指第2張迷你大碟）的字樣。

## 收錄曲
1. （脈動的生命）
  - 作詞:後藤正文、作曲:後藤正文
  - 他們的樂曲中最快的，是BPM201的樂曲。
  - 在2007年正月左右作的曲，在這迷你專輯中是屬於早期的作品。
2. (Science Fiction)
  - 作詞:後藤正文、作曲:後藤正文・山田貴洋
  - 據說始於山田彈奏的低音部分，讓後藤得到靈感，再加上琶音（／源自意文：Arpeggio）組成這段樂曲。
3. （Mustang）
  - 作詞:後藤正文、作曲:後藤正文・山田貴洋
  - 日本富士電視台綜合演藝節目片尾曲(2008年6月8日~ )
  - 於5月28日開始公開放送
  - 始於山田提出來的意見，揉合全體隊員創作出來的一首歌。
  - 並為此曲製作了MV。
  - 是取自其同名的吉他型號「Fender Mustang」裡「Mustang」一字，與歌曲本身似乎並無任何關係。
  - 歌詞的靈感據稱源自後藤曾讀過一部名為「Solanin」的漫畫（淺野一二○所作）。
  - 電影《Solanin》的片尾曲。
4. 深呼吸
  - 作詞:後藤正文、作曲:後藤正文
  - 歌曲的最後一段，可聽得出後藤獨有的旋律。
5. 融雪
  - 作詞:後藤正文、作曲:喜多建介・後藤正文
  - 亦只有這一首歌曲，是踏入2008年才創作而成的。
6. （至今未見的明天）
  - 作詞:後藤正文、作曲:後藤正文
  - 據聞這亦是後藤自填詞以來，首次能寫出一首令自己滿意的詩。
  - 曾於迷你唱片發售前的巡迴演唱會裡，經常以此作為新曲演奏。